# Puycelsi
Puycelsi is een gemeente in het Franse departement Tarn (regio Occitanie) en telt 494 inwoners (2004). De plaats maakt deel uit van het arrondissement Albi. Puycelsi is lid van Les Plus Beaux Villages de France.

## Geografie
De oppervlakte van Puycelsi bedraagt 37,8 km², de bevolkingsdichtheid is 13,1 inwoners per km².
De onderstaande kaart toont de ligging van Puycelsi met de belangrijkste infrastructuur en aangrenzende gemeenten.

## Demografie
Onderstaande figuur toont het verloop van het inwonertal (bron: INSEE-tellingen).